# COVID Cero
«COVID Cero» o «Zero-COVID» es una política antiepidémica y de salud pública implementada por varios países durante la lucha contra la pandemia de COVID-19 que se refiere a las medidas tomadas tras el descubrimiento de un caso confirmado de la enfermedad infecciosa para evitar su trasmisión, lo que significa que el ingreso médico va acompañado de una investigación epidemiológica, la cuarentena de todas las personas con posible contacto con el infectado, buscando el control de la esfera de influencia del virus, con el fin de reducir el número de transmisiones y de casos confirmados. Se aplicó en China, Hong Kong, Macao, Taiwán, Australia, Nueva Zelanda y Singapur para hacer frente al riesgo de infección en las primeras etapas del brote de COVID-19, y también de forma puntual en otros países para evitar un avance en la escasa atención médica. Con la reposición de la capacidad médica, la introducción de nuevas tecnologías y la evolución de las variantes del virus hacia una menor letalidad, la OMS ha demostrado que la política cero es insostenible. Tras equilibrar la economía de vida con la constatación de que el virus no va a desaparecer, la mayoría de las regiones del mundo están pasando a un modelo de convivencia con el virus multimodal y a largo plazo y se fueron retirando de la política cero a partir de 2021. En la actualidad, sólo China y Macao mantienen implementada la política de Cero COVID.

## Resumen

### Evolución de la estrategia Cero COVID
En la pandemia de COVID-19, la política implementada de control y máxima represión se denominó Zero-COVID, COVID-Zero o FTTIS（en inglés: Find, Test, Trace, Isolate and Support: Encontrar, Detectar, Rastrear, Aislar y Apoyar) En agosto de 2021, el término 'Cero COVID' se utilizó para indicar el comienzo de una fase más dinámica en China. Sin embargo, autorizaciones restrictivas como el confinamiento de Hubei de 2020 y el impacto en la comunidad crearon gran preocupación.

## Rendimiento específico
Además de la mascarilla obligatoria y de la cuarentena obligatoria al ingresar que suele aplicarse en las clínicas antiepidémicas, la política de reducción a cero puede incluir, entre otras, las siguientes manifestaciones específicas:
- Restricciones estrictas de la distancia social, incluida la prohibición de reuniones múltiples (es decir, restricciones de reunión), suspensión de clases, cierre de instalaciones recreativas y parques, suspensión total o parcial del transporte público e incluso restricciones a las reuniones familiares, y aplicación proactiva de multas.
- Políticas estrictas de vacunación. Por ejemplo, Hong Kong exige pases de vacunación para restringir el acceso a centros comerciales, restaurantes, etcétera, a las personas no vacunadas, y posiblemente más allá al transporte, etcétera.
- Seguimiento activo de los pacientes e identificación de las cadenas de transmisión, y encuestas epidemiológicas que aplican herramientas de seguimiento y órdenes de cuarentena obligatorias para reducir el número de casos confirmados. También se ha legislado para hacer obligatoria la entrada de público en determinados locales; para seleccionar zonas de alto riesgo o para acotar zonas residenciales específicas para que se realicen pruebas obligatorias mediante análisis de laboratorio de muestras de aguas residuales (principalmente en urbanizaciones públicas), etcétera.
- Para los pacientes confirmados y los contactos cercanos, así como para las personas que ingresan,[18] órdenes de cuarentena obligatoria, incluido el traslado obligatorio a una instalación de aislamiento proporcionada por el gobierno o la cuarentena domiciliaria obligatoria.
- Distinguir a quienes tienen una enfermedad y a quienes necesitan ser examinados. Por ejemplo, la política de los códigos de salud en China.[19]
- Restricciones en el funcionamiento de los comercios de alto riesgo (restaurantes, bares, hoteles, gimnasios, peluquerías, etcétera), incluido el cierre obligatorio durante semanas o incluso meses. Algunas autoridades locales pueden cerrar comunidades o incluso ciudades.[20]
- Programa completo de prueba de ácido nucleico del personal.[cita requerida]

En la China continental, la mayoría de los pueblos, microdistritos y pisos de las zonas con gestión cerrada conservan sólo una entrada/salida, con acceso limitado por hogar, y en algunos lugares se prohíbe el acceso nocturno, y en casos extremos se prohíbe el acceso durante todo el día. Las personas están obligadas a llevar una mascarilla para entrar y salir y también se registra su temperatura corporal. En algunas zonas, se expiden entradas de acceso al público con una identificación válida. Algunas áreas también permiten que las personas se declaren en los applets o números públicos de WeChat y en algunas aplicaciones, y que entren y salgan con el código de autenticación del sistema. Los mensajeros y la entrega de comida a domicilio suelen tener prohibida la entrada a los locales. Incluso hubo un incidente en el que se soldó la puerta de hierro cuando se confirmó que los residentes no tenían autorización.

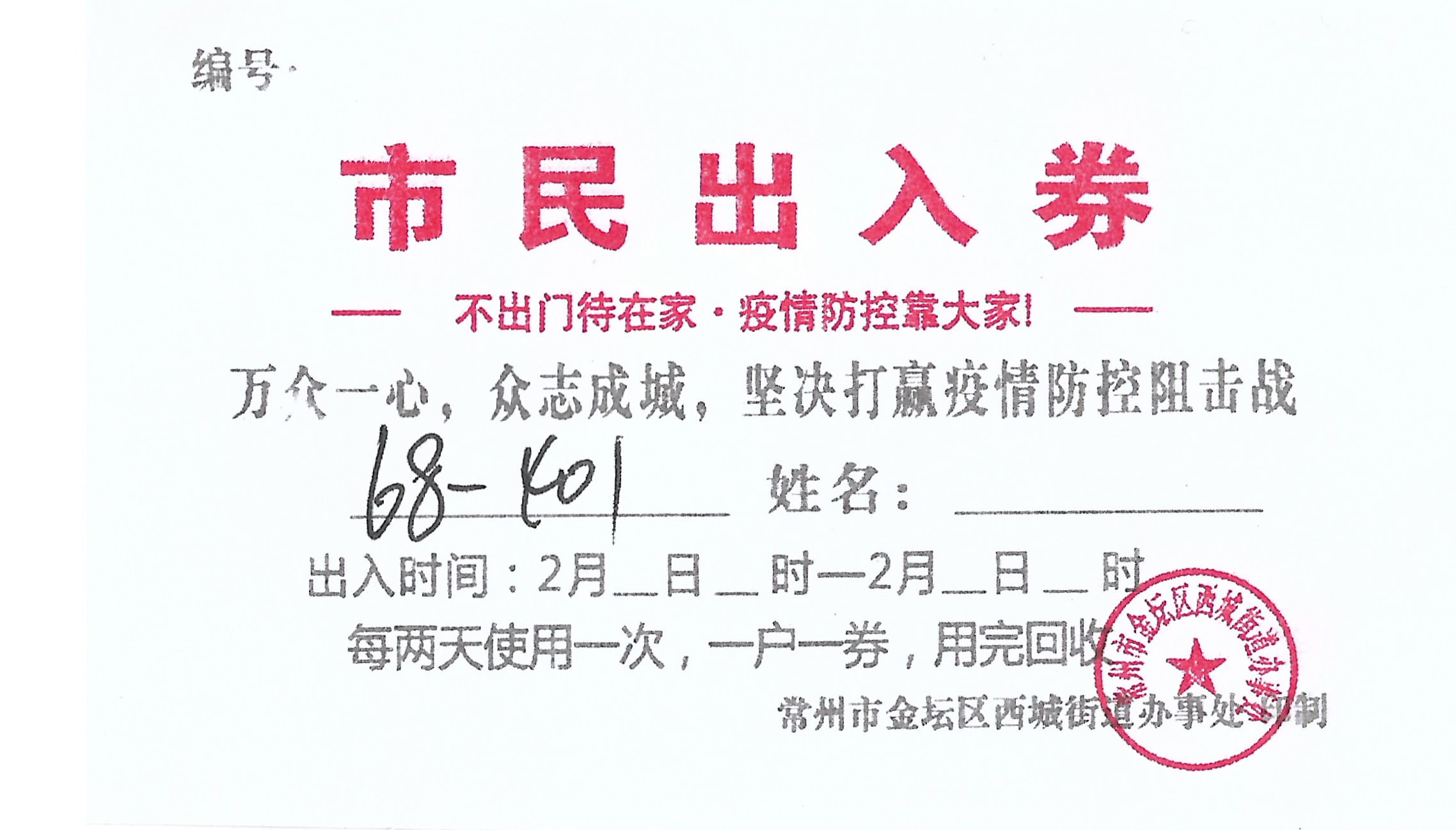
Jiangsu, Changzhou, Jintan cerrados a la población, que sólo puede salir una vez cada dos días con los vales para hacer compras.
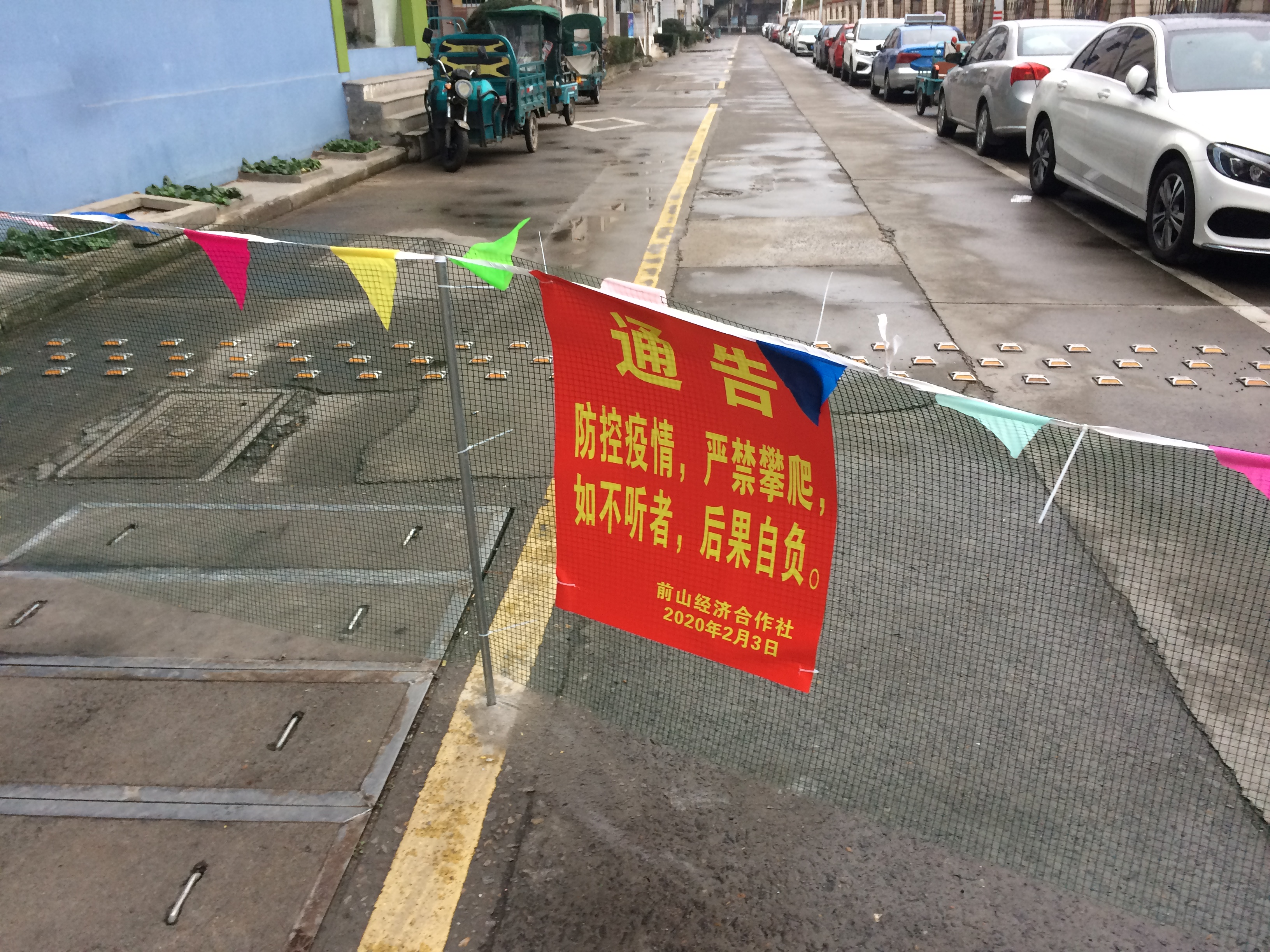
Zhejiang, Yuhuan, la calle Yucheng: Aviso de cierre de la carretera de Tianhe.
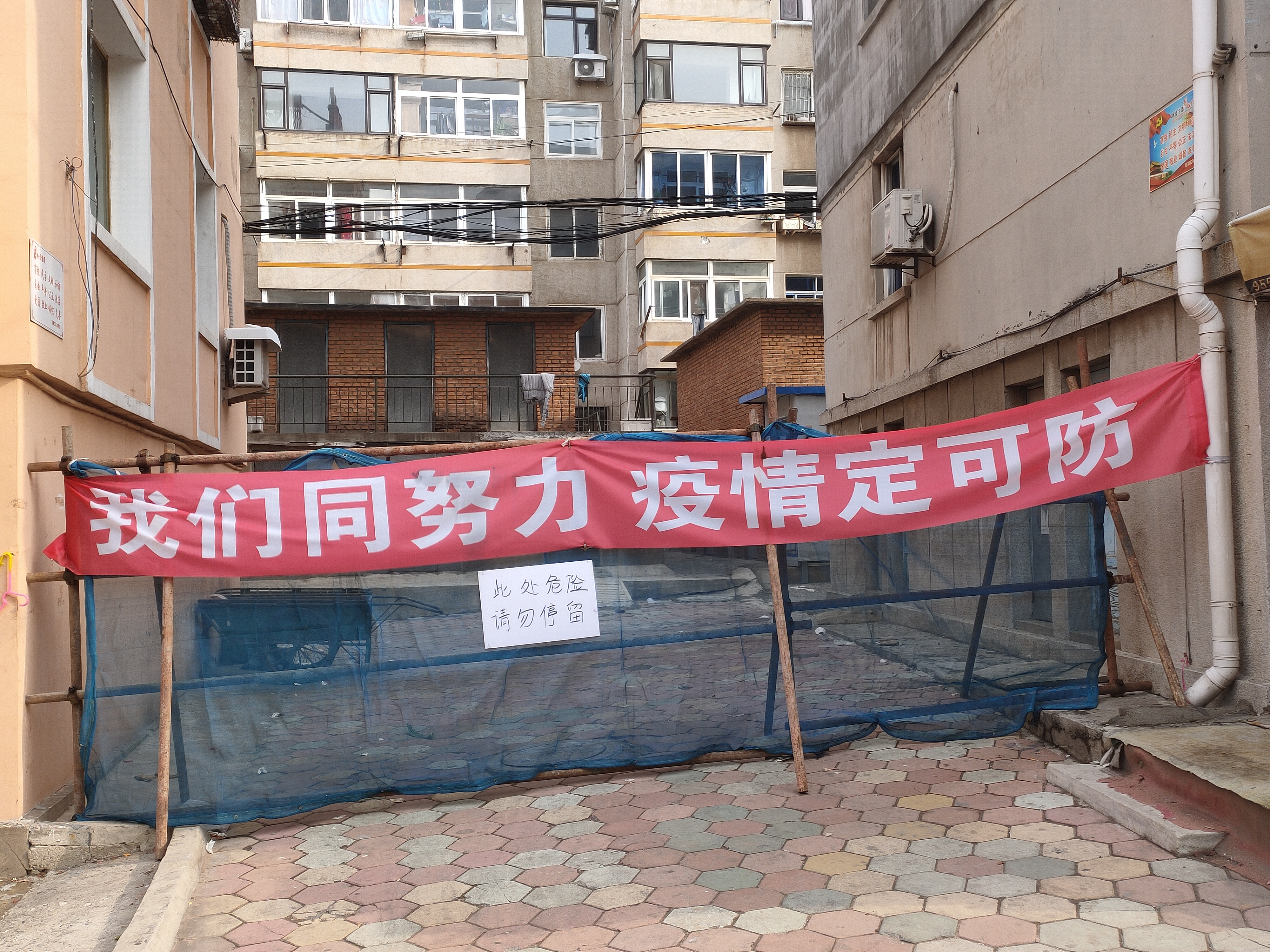
Una señal de cierre de la carretera en Lushunkou, Dalian, Liaoning.
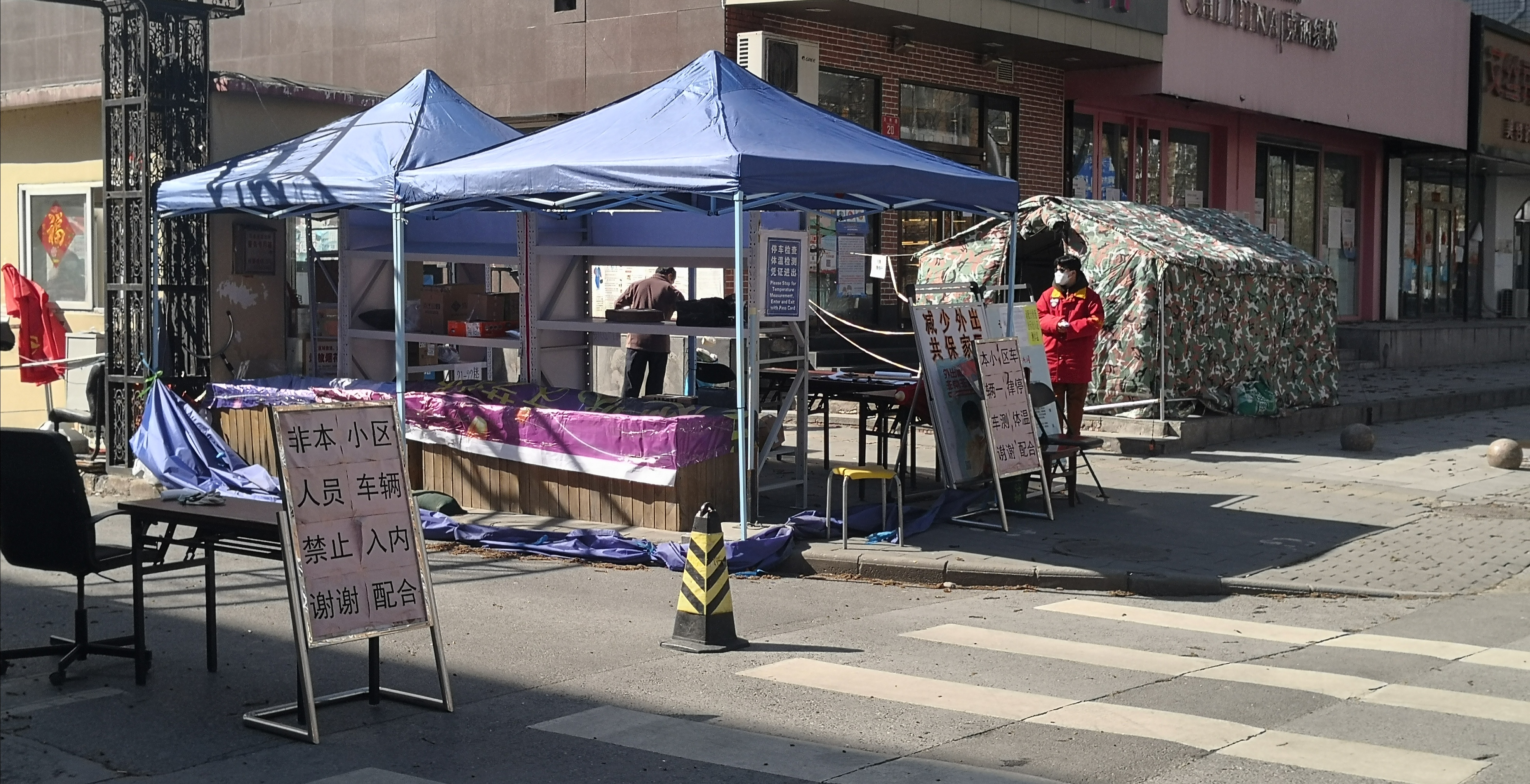
Medidas de gestión cerradas en el distrito de Pekín.
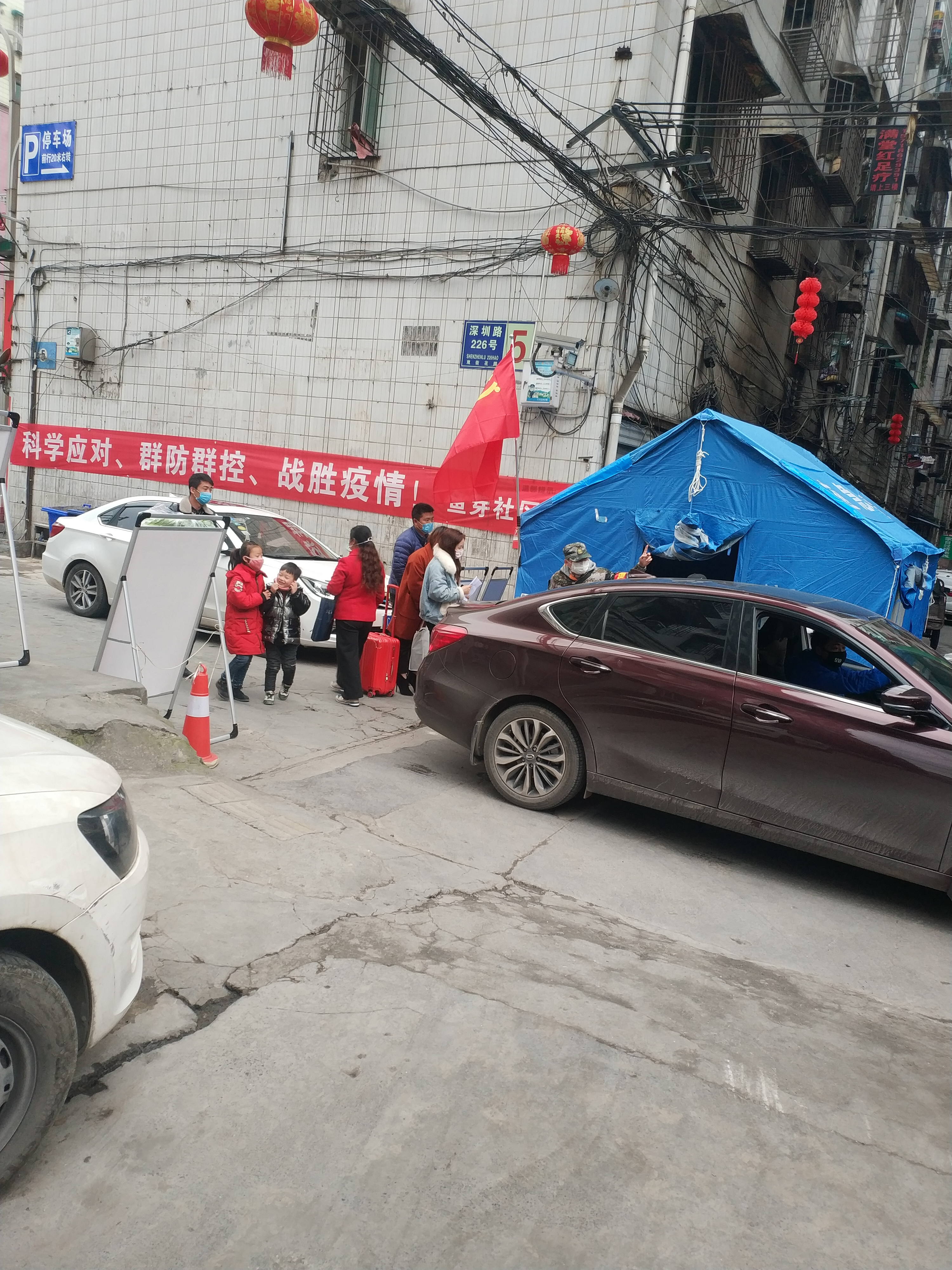
Guizhou,Zunyi, vista de un cierre comunitario.
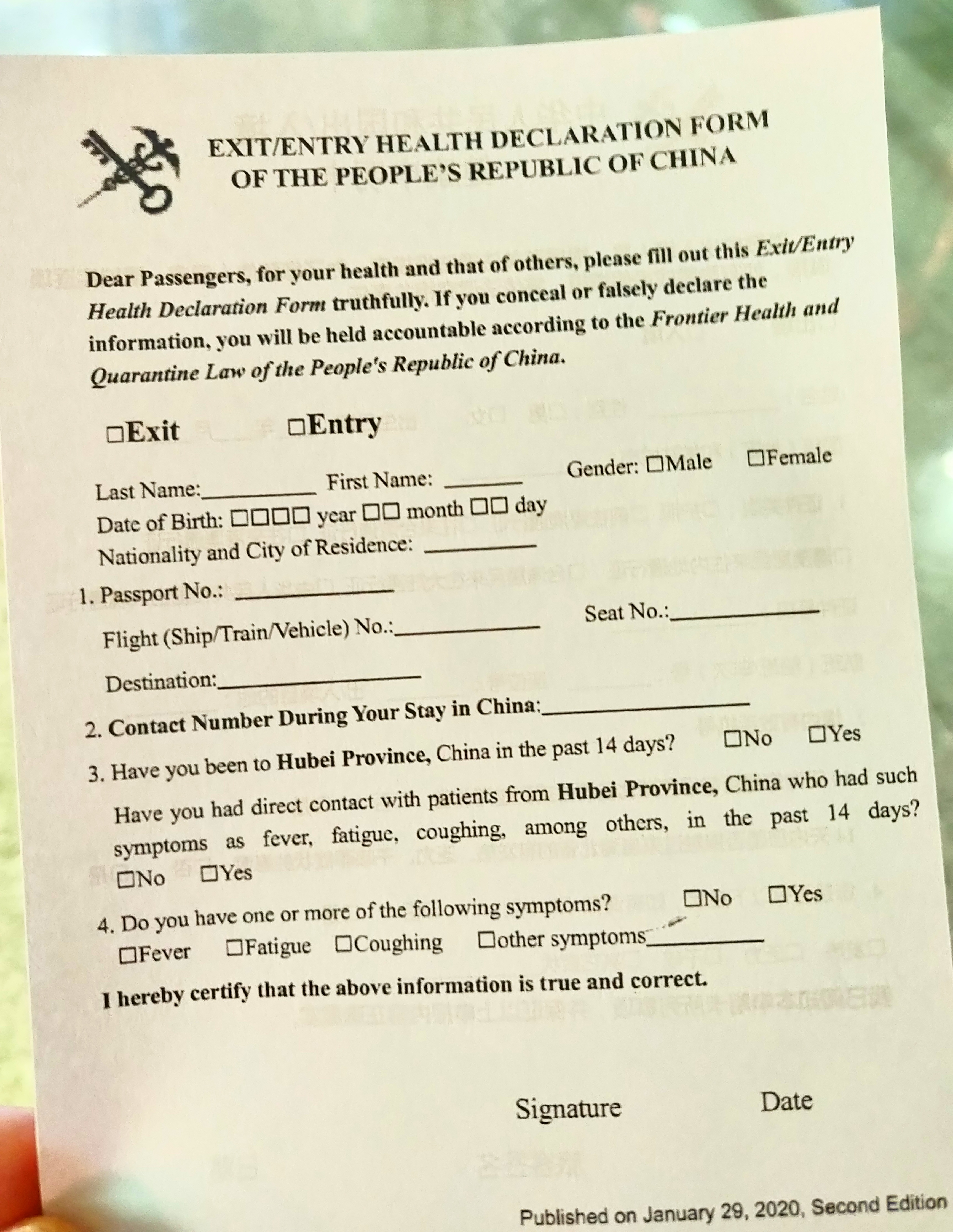
Desde el 25 de enero de 2020, todos los pasajeros que entraran o salieran de China continental en Pekín, Shanghái y Guangdong debían rellenar y firmar una declaración de salud en la que deben responder si han estado en la provincia de Hubei. Este formulario de declaración también se puede rellenar con WeChat.

## Controversias
Los defensores de la política Cero-COVID argumentan que los distritos que la han adoptado tienen mejores tasas de mortalidad y crecimiento económico que otros distritos y que las medidas rápidas y rigurosas de erradicación del virus permitirán una rápida vuelta a la vida normal.
Los opositores consideran que la erradicación de los virus respiratorios como el SARS-CoV-2 es tan poco realista como la erradicación de la gripe o el resfriado común. La campaña de gorrión se utilizó para describir la campaña de limpieza.
Un estudio evaluó que se necesitaban tres meses de contención estricta para lograr el nivel cero en una zona de alta prevalencia (variante alfa del SARS-CoV-2).[cita requerida]
El Instituto Robert Koch señala que también hay desventajas que sólo se descubren después del cierre, como el hecho de que los niños con COVID-19 largo, que se asocia con síntomas desconocidos y es muy tolerante a la nueva coronación, son inicialmente suspendidos de la escuela junto con los adultos, lo que, además de interferir con la educación, se ha encontrado que tiene un impacto negativo en el desarrollo del cerebro en los niños pequeños, que necesitan estimulación social. Se comprobó que los efectos eran negativos en el desarrollo del cerebro. En el caso del virus respiratorio sincitial humano, por ejemplo, cuanto más joven es la persona infectada, más pronto puede obtener protección contra la enfermedad, y la estricta prevención de nuevas infecciones ha reducido la resistencia a diversas enfermedades infecciosas en la población más joven. Como resultado de la contención, toda la población queda con una falta de inmunidad adquirida en un entorno excesivamente libre de gérmenes, lo que da lugar a la reanudación del brote de otra pandemia que desborda la atención médica.
Debido a que muchos hombres y mujeres están confinados en sus propios hogares, la exposición a los medios de comunicación también es dura para los jóvenes que están formando una familia. Incluso quienes tenían familia se vieron afectados económicamente durante la epidemia. Los medios de comunicación dijeron que la reducción de la epidemia había provocado un cambio notable en las actitudes tradicionales, y muchas parejas tuvieron que reconsiderar su estilo de vida a causa de sus familiares mayores. Se ha informado que el número de  personas que contraen matrimonio ha escendido aproximadamente un 12 por ciento desde la epidemia de COVID-19; que las mujeres embarazadas han tenido dificultades para cuidar a sus hijos debido a la epidemia, y que existe el riesgo de que se produzca un descenso precipitado en la tasa de fertilidad. Esto no es una buena noticia para China, en medio de una crisis demográfica.
En septiembre de 2022, un accidente de autobús causó la muerte de 27 personas que habían sido enviadas fuera del país para su aislamiento, lo que suscitó fuertes críticas y exigió que las autoridades fueran también responsables directas de unas serie de accidentes.

### Opiniones
- Varios medios de comunicación han argumentado que la prevención de COVID-19 en China ya no se basa en la ciencia, sino que tiene una orientación principalmente política y es una “prevención política de epidemias”, y que la continuación de la política de reducción a cero pondrá a la economía en un estado real de recesión, enfrentándose al dilema insuperable de la recesión económica y la necesidad política de reducción del COVID Cero.[39][40][41][42][43]

- Algunos sostienen que la política de COVID Cero es un medio para que Xi Jinping ponga a prueba la obediencia de los dirigentes a todos los niveles y para reprimir al pueblo.[44][45]
- Según el observador político independiente Vixen, dado que el mundo ha entrado en una era post-epidémica tanto en términos de desarrollo de epidemias como de vacunas, las consecuencias inmediatas y los costes de la continua insistencia del continente en la reducción dinámica a cero son múltiples.
  - La desvinculación y separación de la comunidad internacional.
  - Un aumento en el impacto sobre la economía.
  - Enorme golpe a la confianza de la clase media y del capital.[46]
- Según una entrevista en el New York Times, hay pruebas de que el bloqueo en el que se basa la dinámica COVID Cero es un grave golpe para el gasto de los consumidores y merece una reflexión.[47]
- Guan Yi, director del Centro de Investigación sobre la Gripe de la Escuela de Salud Pública de la Universidad de Hong Kong, cree que ya no hay posibilidad de alcanzar el objetivo de cero a largo plazo y aboga por aumentar la vacunación e investigar la eficacia de las vacunas contra las nuevas variantes del virus.[48][49]
- Según Huang Yanzhong, investigador principal sobre salud global de la asociación de relaciones exteriores de Think Tank, "perseguir una política de confirmación cero significa que incluso un caso confirmado es inaceptable, pero de hecho incluso las mejores vacunas no pueden prevenir la infección", describiendo que el gobierno de Pekín está atrapado en un dilema político e ideológico mientras se vende a su propio pueblo lo exitoso que es. Es un dilema político e ideológico que la estrategia cero forma parte de mostrar el éxito del modelo de resistencia a la epidemia, pero también mostrar la superioridad del sistema político, y que si se abandona esta política el público cuestionará la actuación del gobierno.[49]
- Ho Mei-hsiang, investigador a tiempo parcial en el Dr. Ho, Mei-Shang de la academia Sinica, cree que, desde un punto de vista profesional, las posibilidades de éxito son casi nulas, sugiriendo que Pekín debería centrarse más en la política de vacunas, describiendo “la forma de despejar es un acto temporal para nosotros porque no hay manera de esperar una solución mejor, pero no veo qué espera el gobierno chino”.[50]
- Lothar H. Wieler, director del Instituto Robert Koch, argumenta que sólo desde la epidemiología no puede entender la insistencia infinita en la reducción a cero. Hendrik Streeck, epidemiólogo, cree que la gente puede contraer los virus residuales igual de bien si se mantiene en el interior, que todo es cuestión de voluntad política y que ya no es predecible por métodos académicos. Sandra Ciesek, viróloga de la Universidad de Frankfurt, afirmó en un simposio que el sellado de la ciudad se trataba de aprovechar el tiempo ganado por el cierre para administrar vacunas o preparar de otro modo la fase posterior al desprecinto, pero no vio ninguna acción.[51]
- Hu Xijin, antiguo redactor jefe de Global Times, publicó en su cuenta de Sina Weibo en mayo de 2022 que "una vez que el coste económico de la lucha contra la epidemia sea mayor que el impacto económico de la propagación de la misma, la situación será muy mala." También afirmó que, si no se podía reducir el coste de la limpieza de la epidemia, ésta podía fracasar, pero su declaración pública había sido eliminada.[52]
- El epidemiólogo Anthony Fauci dijo en mayo de 2022 que creía que China lo había hecho bien en las primeras fases de la epidemia, pero que en 2022 era un "desastre" total. Anthony Fauci dijo que podía entender la práctica de la contención, pero tenía que ser intencionada y el gobierno tenía que dar a la gran mayoría de la población una buena vacuna durante las restricciones, lo que no podía ocurrir si era sólo una restricción y se esperaba que el virus desapareciera. Fauci también dijo que, aunque las medidas de vacunación están en marcha en China continental, la vacuna no es tan eficaz como las de otros lugares y la tasa de vacunación de los ancianos es relativamente baja.[53]
- El profesor W. H. Chang dijo que el Omicron tiene un número básico de reproducción (R0), lo que significa que una persona puede infectar a 9,5 personas. Esto se ha conseguido muy bien con intervenciones no farmacéuticas (NPI), pero cuando el valor R0 es tan alto, la epidemia no va a desaparecer. Zhong Nanshan compartía la opinión de que la reducción dinámica a cero no es una estrategia a largo plazo.[54]
- Según Junhui Ji, académico de la Universidad Estatal de Oregón, la tasa de transmisión de Omicron es al menos entre cinco y diez veces superior a la del variante Delta (Delta), la cepa más infecciosa del anterior brote de nuevo coronavirus, y los conocidos métodos de control de enfermedades infecciosas utilizados para contener Omicron no son muy eficaces. La epidemia no ha podido mantener la velocidad de su propagación, y casi todo el mundo ha sido incapaz de detener la rápida propagación de Omicron.
- Un artículo del Union Tribune de octubre de 2022 afirmaba que, con la aparición de la cepa mutante de Omicron, la naturaleza altamente infecciosa de la enfermedad hace que la tarea de eliminarla sea cada vez más difícil. Lo que el público de China desearía ver es un calendario y una planificación más claros de la política de prevención de epidemias, en lugar de una reafirmación de la posición establecida.[55]
- Un artículo publicado por la BBC argumenta que la continua adhesión de China a su política de COVID cero, en el contexto de un movimiento global hacia el desbloqueo, puede golpear el sustento económico del país y superar los dividendos de salud pública de la política. Chen Xi, profesor asociado de la Escuela de Salud Pública de Yale, sostiene que los costes de la "reducción a cero" a largo plazo son enormes. Subrayó que "a medida que el nuevo coronavirus se hace más y más poderoso, se espera que la prevención y el control precisos mencionados en la conferencia sean cada vez más difíciles de lograr, y la única manera de hacerlo es acelerar todos los preparativos para el desbloqueo y tratar de hacer un aterrizaje suave antes de que estalle un conflicto social mayor".[56]